# 二七路站

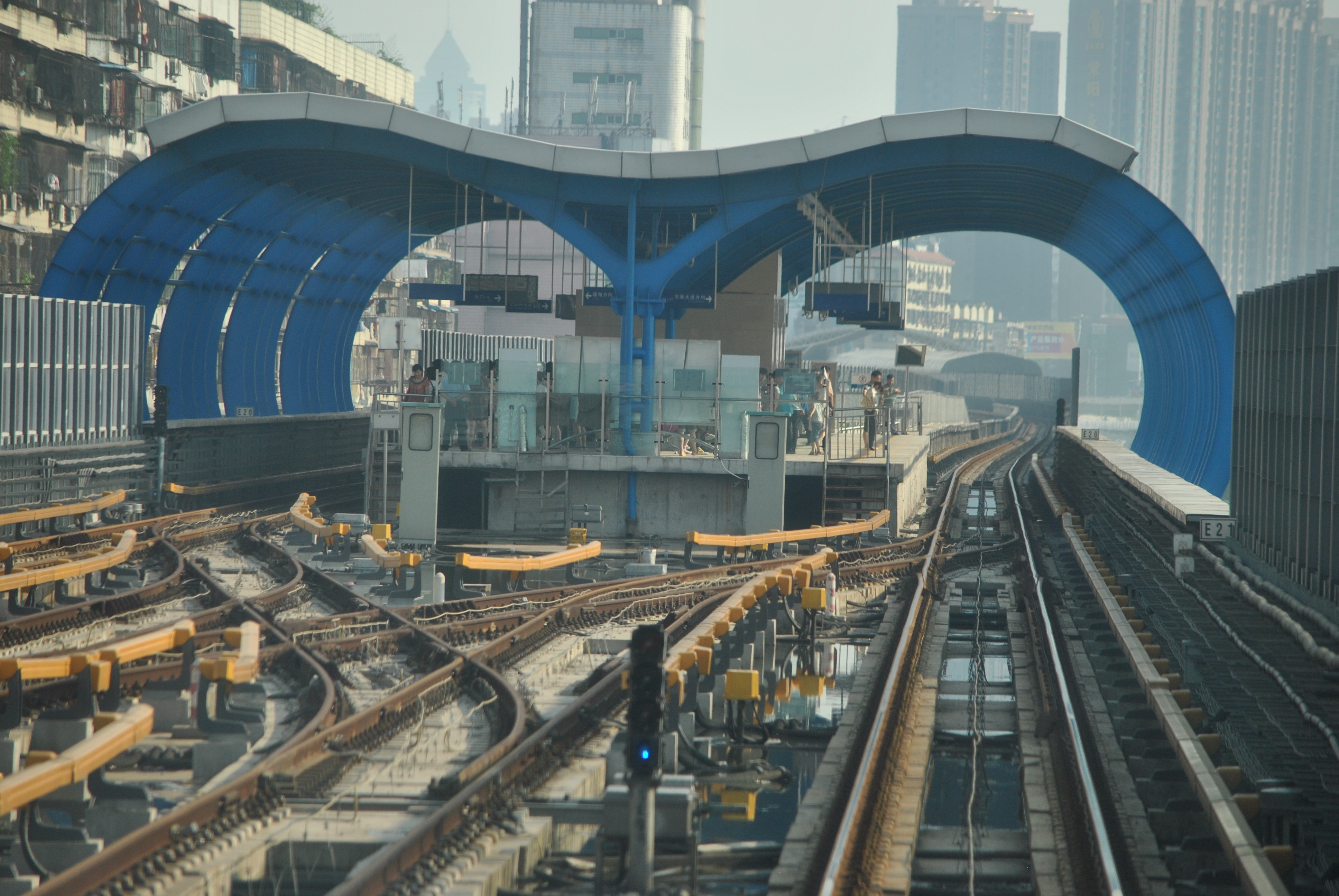

二七路站位于中华人民共和国湖北省武汉市江岸区，是武汉地铁1号线的地铁车站
。
武汉地铁3号线二七小路站在规划与建设期亦被称为“二七路站”。 两站相距约1100米，相互间不能换乘。

## 车站结构

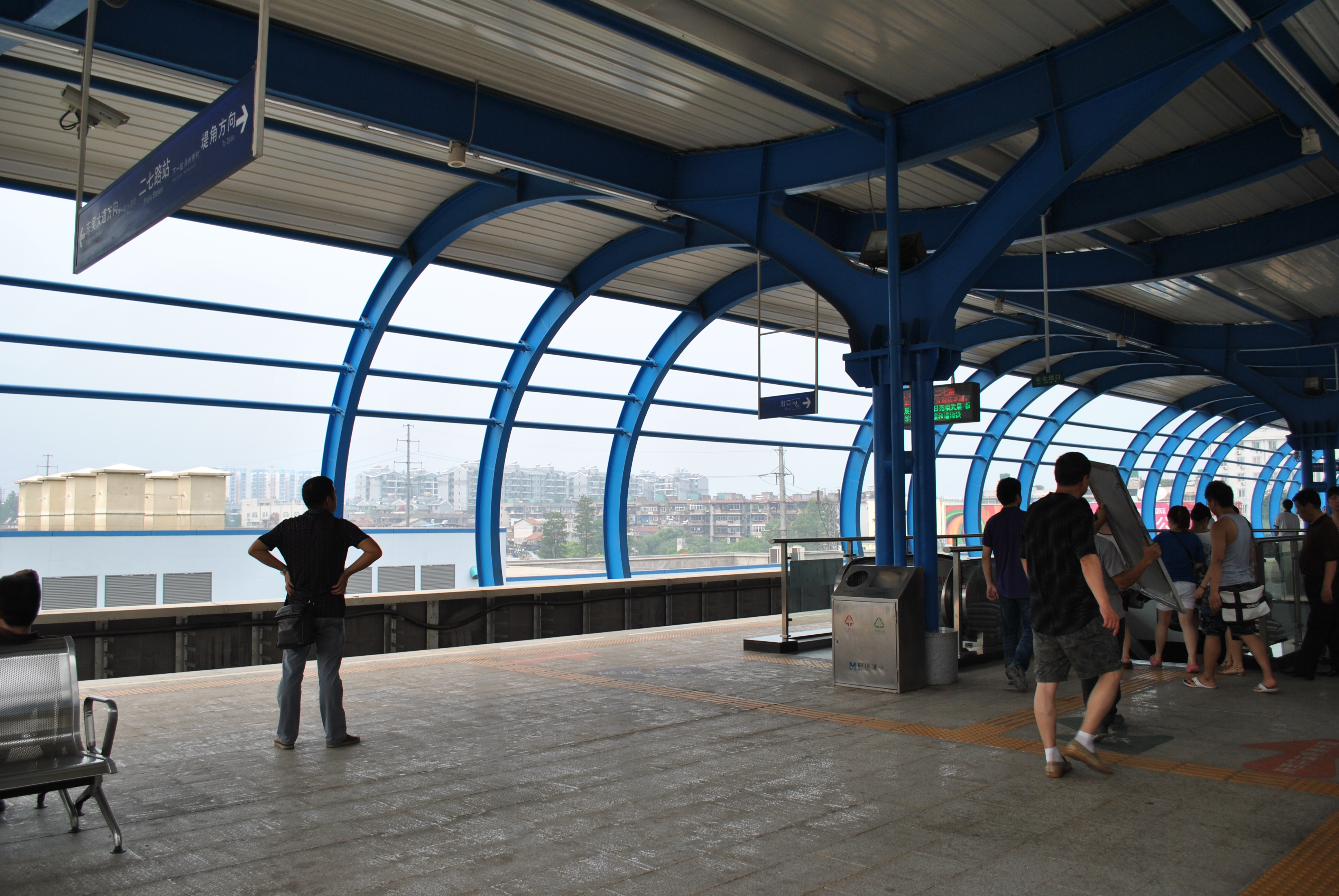
二七路站台

车站位于解放大道与二七路的交汇处，沿解放大道布置。为东西走向。
车站为高架三层岛式站台，地面为解放大道主干道，上二层为车站站厅房屋。

### 楼层分布
| 地上三层 |                    | █ 1号线 往径河（头道街）                     |  |  |
|          | 岛式站台，左侧开门 |                                              |  |  |
|          |                    | █ 1号线 往汉口北（徐州新村）                 |  |  |
| 地上二层 | 站厅               | 售票机、客服中心、洗手间（付费区）、聯外天橋 |  |  |
| 地面     |                    | 出入口                                       |  |  |

### 车站出口
|                                                 |      |      |  |
| 出口編號                                        | 設施 | 照片 |  |
| A                                               |      |      |  |
| B                                               |      |      |  |
| C                                               |      |      |  |
| 注： 設有升降機 \| 設有輪椅升降台 \| 設有洗手間 |      |      |  |

## 历史
二七路站是武汉地铁1号线二期工程的站点之一。2010年7月29日正式开通运营。

## 接驳交通

### 公汽
3路电车、4路、211路、229路、212路、301路、508路、509路、555路、577路、583路、622路、707路、717路、721路、727路、809路

## 邻近地区
京汉铁路总工会旧址、汉口东部购物公园、江岸铁路文化宫、武汉市第八十一中学

### 内部链接
- 武汉地铁车站列表